# 티나 오몽
티나 오몽(Tina Aumont, 1946년 2월 14일 ~ 2006년 10월 28일)은 미국의 배우이다. 프랑스 배우 장피에르 오몽과 도미니카 공화국의 배우 마리아 몬테스의 딸이다.

## 출연 작품
- 황야는 통곡한다 - 카르멘 / 콘치타 역
- 섹스 앤 섹슈얼리티